# Cheb i Sabbah
Cheb i Sabbah (arabisch شاب الصباح, DMG Šābb aṣ-Ṣabbāḥ; geboren 7. August 1947 als Haim Sérge El Baaz in Constantine; gestorben am 6. November 2013 in San Francisco) war ein algerischer Club-DJ.

## Leben
Sabbah wurde in Constantine, Algerien geboren. Er hat jüdische und berbische Wurzeln. In den 1960ern floh die Familie während der algerischen Unabhängigkeitsbestrebungen gegen die französische Kolonialherrschaft nach Frankreich, wo sie als Berber in einem überwiegend muslimischen Algerien leicht an französische Pässe kamen. In Frankreich lebte er in Paris und begann mit 15 als Friseur bei L’Oréal zu arbeiten. Zu dieser Zeit begann er das Nachtleben zu genießen. Über einen Freund begann er das DJing zu lernen und in den angesagtesten Clubs von Paris zu arbeiten. Er wurde damit einer der ersten professionellen DJs im Paris Mitte der Sechziger.
1968 zog er nach New York, wo er als Theaterschauspieler bei dem The Living Theatre anfing. Mit diesem tourte er durch die vereinigten Staaten und Europa. Dort lernte er den Jazzmusiker Don Cherry kennen, der ein großer Einfluss für ihn wurde. Er betreute diesen als Manager. Außerdem veranstaltete er mehrere Clubnächte, arbeitete beim Radio und präsentierte die Weltmusik-Konzertreihe 1002 Nights. Auch lernte er seine spätere Frau kennen. 1984 zog er mit ihr nach San Francisco, wo er eine Familie gründete. Das Paar leitete zusammen außerdem das Tribal Warning Theatre, für das Sabbah die Musik komponierte.
Sabbah kehrte in den 1990ern zum DJing zurück, als er in einem Bioladen arbeitete und ein Kunde ihn nach der Algerischen Musik fragte, die im Laden lief. Darauf erzählte er diesem von seiner früheren Karriere als DJ. Der Kunde stellte sich dann als Nachtculb-Besitzer vor und vermittelte ihm erneut einen DJ-Posten. Er nahm daraufhin den Namen  Cheb i Sabbah an, was sich mit der „Jugend beziehungsweise der Frühe des Morgens“ übersetzen lässt. 1994 entstand sein erstes Album The Majoon Traveller, ein Remixalbum von Gedichten und Prosa von Ira Cohen unterlegt mit der Musik von Don Cherry und Ornette Coleman. Anschließend stand er bei Six Degrees Records unter Vertrag und veröffentlichte eine Reihe von Alben, die von hinduistischer und arabischer Musik inspiriert waren. Außerdem arbeitete er mit britischen Künstlern wie Natacha Atlas, Transglobal Underground und Fun-Da-Mental zusammen.
Sabbah wurde 2006 bei den BBC Radio 3 Awards for World Music in der Kategorie Club Global nominiert.
Er starb im November 2013 im Alter von 66 Jahren an einem Magenkarzinom. Dieses war 2011 diagnostiziert worden. Die Ärzte gaben ihm nur noch wenige Wochen. Mit der Unterstützung seines Labels, die für ihn das Tributalbum Samaya herausbrachten und weiteren benefizprojekten konnte genug Geld für eine Behandlung aufgebracht werden. 2012 konnte er sogar wieder einzelne Auftritte absolvieren, darunter Auftritte im Vorprogramm von Peter Murphy im Fillmore. Außerdem arbeitete an einem neuen Album, als der Krebs sein Leben beendete.

## Privatleben
Cheb i Sabbah war verheiratet. Das Paar hatte zwei Kinder und drei Enkelkinder.

## Musikstil
Cheb i Sabbahs musikalische Karriere bestand aus drei Phasen, in denen Musik eine große Rolle spielte. Während er in den 1960ern eher Platten auflegte, komponierte er in den 1980ern für seine verschiedenen Theaterprojekte und gehörte der Jazz-Szene um Don Cherry an, bevor er in den 1990er mit einem Stilmix aus asiatischer, indischer und afrikanischer Musik kombiniert mit elektronischer Musik des Ambient und Trance international bekannt wurde. Seine Musik und Remixe sind auf zahlreichen Kompilationen der Weltmusik und des Ethno vertreten. Er mischte auch indisches Raga mit dem Dub der Asian Dub Foundation sowie Hip-Hop-Beats. Dabei sind seine Songs geprägt vom Sufismus,  dem Buddhismus und dem Hinduismus in Form der Krishna-Lehre.

## Diskographie

### Alben
- 1999: Shri Durga (Nation Records)
- 2000: Maha Maya-Shri Durga Remixed (NatioN Records)
- 2002: Krishna Lila (Six Degrees Records)
- 2005:  La Kahena/Les Voix du Maghreb (Six Degrees Records)
- 2006: La Kahena Remixed-EP (Six Degrees Records)
- 2006: La Ghriba-La Kahena Remixed (Six Degrees Records)
- 2008: Devotion (Six Degrees Records)

### EPs
- 1999: Shri Durga Remixes (Six Degrees Records)
- 2000: Selections From MahaMaya: Shri Durga ReMixed (Six Degrees Records)
- 2002: Krishna Lila (Select Bhajans) (Six Degrees Records)
- 2005: La Kahena Remixed EP (Six Degrees Records)
- 2006: Blue State Riddim EP (mit Bassnectar, Organic Music)
- 2021: Keep Coming Back (mit Peter Murphy und Azam Ali, Six Degrees Records)

### Weitere Veröffentlichungen
- 1994: Ira Cohen – The Majoon Traveler (The Poetry of Ira Cohen with DJ Cheb I Sabbah's Cut Up Mix) (Sub Rosa)
- 1995: Tulku – Life Force (Kupuri) (Single, Triloka Records) (Produktion und Remix)
- 2006: As Far As (DJ Mix) (Six Degrees Records)
- 2007: Bassnectar – Underground Communication (Om Records) (Produktion und Remix)
- 2012: Samaya (A Benefit Album For Cheb I Sabbah) (Six Degrees Records) (Tributalbum fü Cheb i Sabbah)
- 2013: David Starfire – Ascend (Six Degrees Records) (Songwriting)

### Exklusive Samplerveröffentlichungen, Remixe und Gastbeiträge
- 1995: Hamam auf Swarm of Drones (Kompilation)
- 1996: Lady Maybe (Dub Me Maybe Mix) auf Cold Blue Torch (von Psychic TV)
- 1997: Svadhishtthana Chakra auf The Seven Centers (von Chakra)
- 2000: Maheshvara Yogi auf East - Westercisms Vol. 3 (Kompilation)
- 2000: Kese Kese auf Asian Travels (Kompilation)
- 2000: Shri Durga (State of Bengal Remix) auf  Qilaash – How The West Was One (Kompilation)
- 2001: Shri Durga (FunDaMental Organic Chill Remix) auf Kharma Beats (Kompilation)
- 2001: Kese Kese (Where's the Sarangi Mix) auf The Center of the World: Original Motion Picture Soundtrack (Soundtrack)
- 2002: Kese Kese (Transglobal Underground Remix) auf Global Warming (An Eclectic Mix of Global Dance Grooves) (Kompilation)
- 2002: Tum Bin Shyam auf Asian Travels 2 (Kompilation)
- 2002: The Sahajiya Rasa Lila Mix: Divine Pastime / Based on Raag Kirvani auf Namaste Experience Ibiza (Kompilation)
- 2002: Ganga Dev (The Prakriti: Purusha Mix: River of Mercury) auf Asian Chill (The Inner Pulse of an Eastern Groove)  (Kompilation)
- 2002: Kese Kese (Beast of Asia Mix) auf World Music Café Vol. 02 (Kompilation)
- 2003: Saptak (The Samaya Mix) auf Vadalna: Solace Remixed (von Solace)
- 2003: Neti-Neti: The Hear and Now Remix auf Neti-Neti (von Audio Letter)
- 2004: Ishq (DJ Cheb I Sabbah's Delhi Masjid Remix) auf Global Sunset (von Pathaan)
- 2005: Baba Walk Mix auf Varanasi The City of Light (Kompilation)
- 2006: Rupa Tujhe Deva (The Karsh Kale Gopi Girl Mix) auf Asian Massive (Kompilation)
- 2006: Im Ninalou: If the Doors Are Locked auf Ethno Life 2006 (Kompilation)
- 2006: Alker Illa Doffer:  Peace Is Found Behind Walls / Ad Izayanugass:  What Will Happen Will Happen auf Siddharta: Spirit of Buddha Bar Vol.3 (Kompilation von Ravin)
- 2007: Dounia (Cheb I Sabbah's Africa Unite Remix) auf Vieux Farka Touré Remixed: UFOs Over Bamako (von Vieux Farka Touré)
- 2007: Dioud (The Make Love Not War Cheb I Sabbah Remix) auf Remixed Volume One (von Aïwa)
- 2008: Dil Da Rog Muka Ja Mahi (The Cheb i Sabbah Shining Star ReMix) auf Dub Qawwali Remixes (von Gaudi + Nusrat Fateh Ali Khan)
- 2009: Shaskin (The Unity of Diversity Remix) auf Rare Elements (von Ömer Faruk Tekbilek)
- 2009: Cette Soirée Là auf RaïN'B Fever 3 Même Pas Fatigué !!! (Kompilation)
- 2010: Morey Pya Bassey (The Arch Cupcake Remix) auf Ethnotechno.com Revolution Rising Vol 1 Presented By dimmSummer (Kompilation)
- 2010: Touare (The Ambergris Remix – Cheb I Sabbah) auf A New Day – Laya Project Remixed (von Laya Project)
- 2010: Son of Shiva (Cheb I Sabbah Remix) auf Elephant Powered Remixes and Omstrumentals (von MC Yogi)
- 2010: Hyena the Psydmazigh (Remix) auf  Footsteps in Africa (von Jamshied Sharifi, Tuareg Nomads Kiah Keya & Hassan Hakmoun)
- 2011: Batkallim: The Sun of Egypt (Cheb I Sabbah Remix) auf Mounqaliba – Rising: The Remixes (von Natacha Atlas)
- 2011: Koi Bole Ram Ram auf Beginner's Guide to Buddha (Kompilation)
- 2011: Mul Mantra (The Sat Nam Remix By Cheb I Sabbah) auf Kundalini Remix: Yoga Mantras Revisited (Kompilation)
- 2013: